# Arnaud-Amanieu VIII d'Albret
Arnaud-Amanieu VIII d'Albret (1338 – 1401) è stato un militare, politico e cavaliere francese.
Signore di d'Albret e conte di Dreux nel XIV secolo, era figlio di Bernardo Ezi V d'Albret e Mathe d' Armagnac.

## Biografia

Blasone di Arnaud-Amanieu d'Albret

Fedele alla politica del principe Edoardo III d'Inghilterra, duca di Guascogna, partecipò all'assedio di Saint-Jean-d'Angély del 1351.
Il 9 luglio 1363 gli giurò fedeltà nella cattedrale di Bordeaux, nel 1364 partecipò con i suoi mercenari alla battaglia di Cocherel, uscendone sconfitto, e nel 1368, durante la guerra civile castigliana, non lo appoggiò con le proprie truppe con la disapprovazione del principe.
Inoltre, Arnaud-Amieu, indispettito dalle nuove tasse che il principe pretese dai signori dei territori francesi, si ribellò e passò tra i partigiani di Carlo V di Francia. Firmò un trattato segreto con il re di Francia insieme a Giovanni I d'Armagnac e Ruggero Bernardo di Perigord, in cui entrambi s'impegnavano ad aiutare Carlo V in caso di guerra ed a sostenere i diritti di sovranità sulla Guascogna.
In cambio il re li investì delle signorie dell'Auvergne, di Tolosa, di Turenna e di Berry.

## Discendenza
Sposò Margherita di Borbone-Clermont, figlia di Pietro I di Borbone e nipote di Carlo V di Francia, il 30 giugno 1368 da cui ebbe due figli:
- Margherita d'Albret
- Carlo I d'Albret